# Andrea Eife

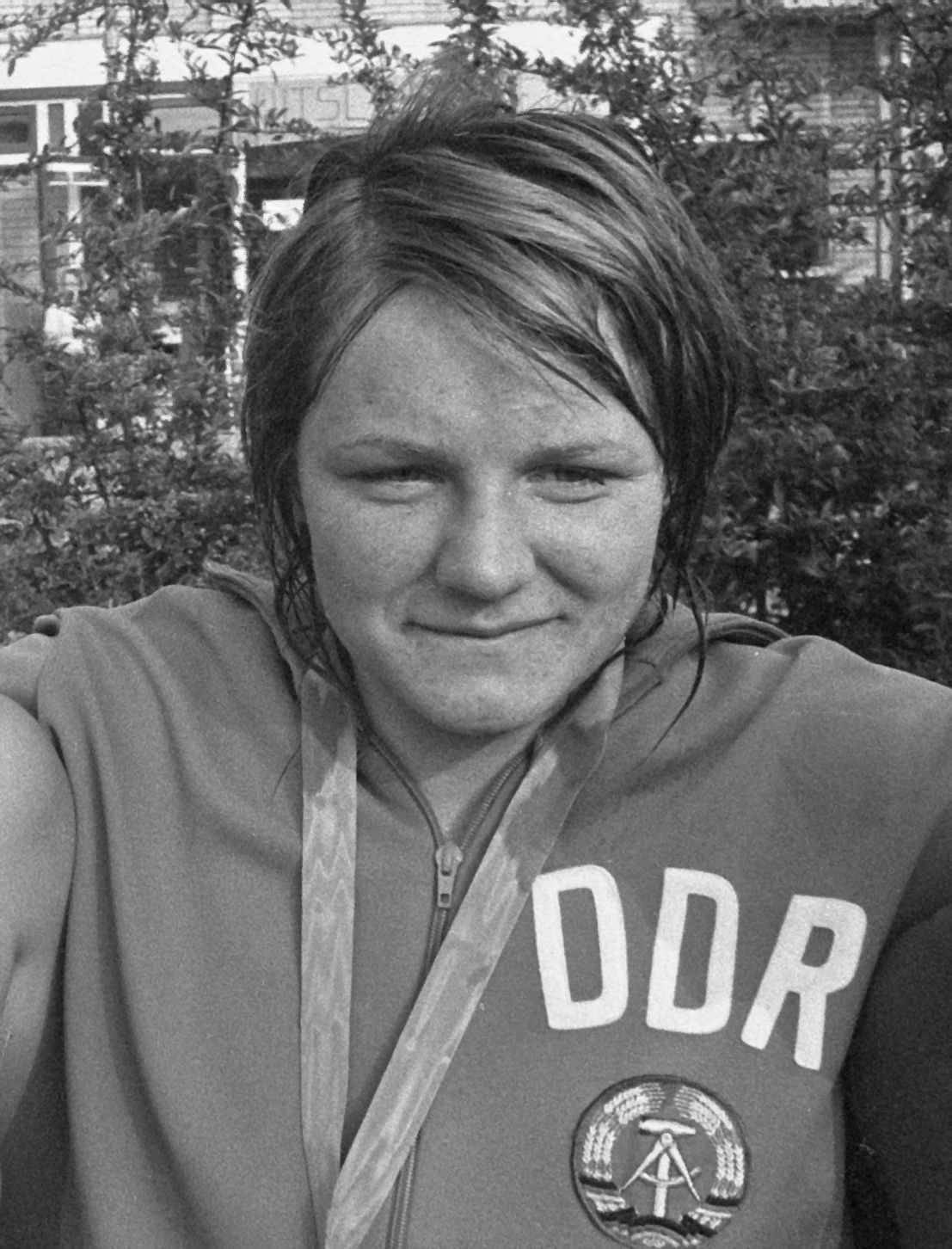
Andrea Eife 1973

Andrea Eife (* 12. April 1956 in Leipzig, nach Heirat Andrea Gemsleben) ist eine ehemalige Schwimmerin, die für die DDR startete. 

## Karriere
Andrea Eife kam 1966 zum SC Dynamo Berlin. Sie gewann bei den DDR-Meisterschaften 1972 über 200 Meter und 400 Meter Freistil. 1973 verteidigte sie beide Titel und gewann auch die Meisterschaft über 200 Meter Rücken. Ihren letzten DDR-Meistertitel gewann sie 1975 mit der Freistilstaffel.
Bei den Olympischen Spielen 1972 erreichte sie in drei Disziplinen das Finale. Sie belegte den sechsten Platz über 100 Meter Freistil und den fünften Platz über 200 Meter Freistil. Die 4-mal-100-Meter-Freistilstaffel in der Besetzung Gabriele Wetzko, Andrea Eife, Elke Sehmisch und Kornelia Ender gewann die Silbermedaille hinter der US-Staffel. 
Die ersten Schwimmweltmeisterschaften 1973 in Belgrad verliefen für Andrea Eife noch erfolgreicher. Über 200 Meter Freistil gewann sie die Bronzemedaille hinter den US-Schwimmerinnen Keena Rothhammer und Shirley Babashoff. Die Freistilstaffel der DDR mit Kornelia Ender, Andrea Eife, Andrea Hübner und Sylvia Eichner gewann den Titel vor den US-Schwimmerinnen. Bei den Schwimmeuropameisterschaften 1974 siegte über 200 Meter Freistil Kornelia Ender vor der Niederländerin Enith Brigitha und Andrea Eife. Die Freistilstaffel der DDR mit Kornelia Ender, Angela Franke, Andrea Hübner und Andrea Eife gewann den Titel vor den Niederländerinnen.
Andrea Eife studierte Jura und arbeitete als Justitiarin beim VEB Lokomotivbau Elektrotechnische Werke „Hans Beimler“ Hennigsdorf. Nach der Wende wurde der Betrieb abgewickelt. Andrea Gemsleben, wie sie nach ihrer Heirat hieß, zog mit ihrem Mann nach Luxemburg und war dort als Schwimmtrainerin tätig.